# Reggiane Re.2004
Reggiane Re.2004 là một mẫu máy bay tiêm kích-bom của Ý, do hãng Reggiane chế tạo, Roberto Longhi thiết kế.

## Tính năng kỹ chiến thuật
Đặc tính tổng quan
- Kíp lái: 1
- Chiều dài: 8,35 m (27 ft 5 in)
- Sải cánh: 11 m (36 ft 1 in)
- Chiều cao: 3,15 m (10 ft 4 in)
- Diện tích cánh: 20,4 m2 (220 foot vuông)
- Trọng lượng cất cánh tối đa: 3.282 kg (7.236 lb)
- Động cơ: 1 × Isotta-Fraschini Zeta R.C.24/60 kiểu động cơ piston X-24, làm mát bằng chất lỏng, 930 kW (1.250 hp)

Hiệu suất bay
- Vận tốc cực đại: 620 km/h (385 mph; 335 kn)
- Tầm bay: 1.000 km (621 mi; 540 nmi)

Vũ khí trang bị

- Súng: 

  - 3× pháo MG 151/20
  - 2× súng máy Breda-SAFAT 12,7mm
- Bom: 1,000 kg (2 lb) bom